# 萨曼塔·巴宁
萨曼塔·巴宁（荷蘭語：Samantha Barning，1989年6月28日—），荷蘭女子羽毛球運動員，專長雙打項目。

## 簡歷
萨曼塔·巴宁自9歲開始，跟隨父親打羽毛球，並在阿姆斯特尔芬的羽毛球俱樂部「Badmintonvereniging Vanzijderveld」接受訓練；同年，她已開始參加青年隊的聯賽。在原來的俱樂部打了七年球後，巴宁決定轉往德國發展，並加入當地的俱樂部。2010年，她在荷蘭全國錦標賽首次贏得混合雙打冠軍（與戴夫·胡达巴克什合作），並在女子雙打項目贏得亞軍。
2012年，巴宁與埃菲耶·穆斯肯斯合作，先後贏得了克羅地亞國際賽、挪威國際賽和愛爾蘭國際賽女子雙打冠軍；又在較高級別的荷蘭大獎賽中打進決賽，最後不敵另一對荷蘭組合，屈居亞軍。此外，她又和约瑞特·德鲁伊特合作贏得挪威國際賽和愛爾蘭國際賽混合雙打冠軍。
2013年8月，巴宁參加中國廣州舉行的世界羽毛球錦標賽，與约瑞特·德鲁伊特出戰混合雙打項目，首圈以2-0淘汰愛爾蘭組合選手晉級，但在第二圈就以0比2（19-21、20-22）不敵8號種子、波蘭的罗伯特·马特斯亚克/娜蒂斯达·希尔巴出局。

## 主要比賽成績
只列出曾進入準決賽的國際賽事成績：
| 年份   | 賽事                       | 公開賽級別 | 項目     | 搭檔            | 成績   |
| ------ | -------------------------- | ---------- | -------- | --------------- | ------ |
| 2007年 | 歐洲青年羽毛球錦標賽       | 其他       | 混合團體 | －              | 亞軍   |
| 2008年 | 蘇格蘭羽毛球國際賽         | 國際挑戰賽 | 混合雙打 | 戴夫·胡达巴克什 | 準決賽 |
| 2009年 | 荷蘭羽毛球國際賽           | 國際挑戰賽 | 女子雙打 | 埃菲耶·穆斯肯斯 | 準決賽 |
| 2009年 | 荷蘭羽毛球國際賽           | 國際挑戰賽 | 混合雙打 | 戴夫·胡达巴克什 | 準決賽 |
| 2009年 | 比利時羽毛球國際賽         | 國際挑戰賽 | 女子雙打 | 埃菲耶·穆斯肯斯 | 準決賽 |
| 2009年 | 挪威羽毛球國際賽           | 國際挑戰賽 | 女子雙打 | 埃菲耶·穆斯肯斯 | 亞軍   |
| 2010年 | 荷蘭羽毛球國際賽           | 國際挑戰賽 | 女子雙打 | 埃菲耶·穆斯肯斯 | 冠軍   |
| 2010年 | 荷蘭羽毛球國際賽           | 國際挑戰賽 | 混合雙打 | 戴夫·胡达巴克什 | 準決賽 |
| 2010年 | 西班牙羽毛球公開賽         | 國際挑戰賽 | 女子雙打 | 埃菲耶·穆斯肯斯 | 準決賽 |
| 2011年 | 愛沙尼亞羽毛球國際賽       | 國際系列賽 | 混合雙打 | 戴夫·胡达巴克什 | 準決賽 |
| 2011年 | 瑞典斯德哥爾摩羽毛球國際賽 | 國際挑戰賽 | 混合雙打 | 戴夫·胡达巴克什 | 亞軍   |
| 2011年 | 荷蘭羽毛球國際賽           | 國際挑戰賽 | 女子雙打 | 伊里斯·塔博林   | 準決賽 |
| 2012年 | 愛沙尼亞羽毛球國際賽       | 國際系列賽 | 女子雙打 | 伊尔莎·瓦森     | 亞軍   |
| 2012年 | 愛沙尼亞羽毛球國際賽       | 國際系列賽 | 混合雙打 | 约瑞特·德鲁伊特 | 亞軍   |
| 2012年 | 克羅地亞羽毛球國際賽       | 國際系列賽 | 女子雙打 | 埃菲耶·穆斯肯斯 | 冠軍   |
| 2012年 | 荷蘭羽毛球大獎賽           | 大獎賽     | 女子雙打 | 埃菲耶·穆斯肯斯 | 亞軍   |
| 2012年 | 挪威羽毛球國際賽           | 國際挑戰賽 | 女子雙打 | 埃菲耶·穆斯肯斯 | 冠軍   |
| 2012年 | 挪威羽毛球國際賽           | 國際挑戰賽 | 混合雙打 | 约瑞特·德鲁伊特 | 冠軍   |
| 2012年 | 愛爾蘭羽毛球國際賽         | 國際系列賽 | 女子雙打 | 埃菲耶·穆斯肯斯 | 冠軍   |
| 2012年 | 愛爾蘭羽毛球國際賽         | 國際系列賽 | 混合雙打 | 约瑞特·德鲁伊特 | 冠軍   |
| 2013年 | 西班牙羽毛球公開賽         | 國際挑戰賽 | 女子雙打 | 伊里斯·塔博林   | 準決賽 |
| 2013年 | 加拿大羽毛球大獎賽         | 大獎賽     | 混合雙打 | 约瑞特·德鲁伊特 | 亞軍   |
| 2014年 | 法國羽毛球國際賽           | 國際挑戰賽 | 混合雙打 | 约瑞特·德鲁伊特 | 準決賽 |
| 2014年 | 荷蘭羽毛球國際賽           | 國際系列賽 | 女子雙打 | 伊里斯·塔博林   | 冠軍   |
| 2014年 | 荷蘭羽毛球國際賽           | 國際系列賽 | 混合雙打 | 约瑞特·德鲁伊特 | 準決賽 |
| 2014年 | 歐洲羽毛球錦標賽           | 其他       | 混合雙打 | 约瑞特·德鲁伊特 | 準決賽 |
| 2014年 | 西班牙羽毛球公開賽         | 國際挑戰賽 | 混合雙打 | 约瑞特·德鲁伊特 | 準決賽 |
| 2014年 | 加拿大羽毛球大獎賽         | 大獎賽     | 混合雙打 | 约瑞特·德鲁伊特 | 亞軍   |
| 2014年 | 比利時羽毛球國際賽         | 國際挑戰賽 | 女子雙打 | 伊里斯·塔博林   | 亞軍   |
| 2014年 | 比利時羽毛球國際賽         | 國際挑戰賽 | 混合雙打 | 约瑞特·德鲁伊特 | 準決賽 |
| 2014年 | 荷蘭羽毛球大獎賽           | 大獎賽     | 混合雙打 | 约瑞特·德鲁伊特 | 亞軍   |
| 2014年 | 意大利羽毛球國際賽         | 國際挑戰賽 | 女子雙打 | 伊里斯·塔博林   | 冠軍   |
| 2015年 | 瑞典羽毛球大師賽           | 國際挑戰賽 | 女子雙打 | 伊里斯·塔博林   | 準決賽 |
| 2015年 | 瑞士羽毛球國際賽           | 國際挑戰賽 | 女子雙打 | 伊里斯·塔博林   | 冠軍   |
| 2015年 | 蘇格蘭羽毛球大獎賽         | 大獎賽     | 女子雙打 | 伊里斯·塔博林   | 亞軍   |
| 2015年 | 愛爾蘭羽毛球公開賽         | 國際挑戰賽 | 混合雙打 | 罗宾·塔博林     | 準決賽 |
| 2016年 | 瑞典羽毛球大師賽           | 國際挑戰賽 | 女子雙打 | 伊里斯·塔博林   | 亞軍   |
| 2016年 | 奧爾良羽毛球國際挑戰賽     | 國際挑戰賽 | 混合雙打 | 罗宾·塔博林     | 亞軍   |
| 2016年 | 芬蘭羽毛球公開賽           | 國際挑戰賽 | 女子雙打 | 伊里斯·塔博林   | 亞軍   |
| 2016年 | 歐洲羽毛球錦標賽           | 其他       | 女子雙打 | 伊里斯·塔博林   | 季軍   |

| 2007-2017年 | 首要超級賽 | 超級賽 | 黃金大獎賽 | 大獎賽 | 國際挑戰賽 | 國際系列賽 | 未來系列賽 | 其他 |

| 2018-2026年 | 總決賽 | 超級1000賽 | 超級750賽 | 超級500賽 | 超級300賽 | 超級100賽 | 國際挑戰賽 | 國際系列賽 | 未來系列賽 | 其他 |

### 奧運會和世錦賽參賽紀錄
|          | 搭檔            | 2010        | 2011 | 2012 | 2013 | 2014 | 2015 |
| -------- | --------------- | ----------- | ---- | ---- | ---- | ---- | ---- |
| 女子雙打 | 埃菲耶·穆斯肯斯 | 48強 (退賽) | －   | －   | －   | －   | －   |
| 女子雙打 | 伊里斯·塔博林   | －          | －   | －   | －   | 32強 | 48強 |
|          |                 |             |      |      |      |      |      |
| 混合雙打 | 戴夫·胡达巴克什 | 48強        | 32強 | －   | －   | －   |      |
| 混合雙打 | 约瑞特·德鲁伊特 | －          | －   | －   | 32強 | 32強 | 32強 |

## 外部連結
- 官方网站 （荷兰文）